# Halis Özkahya
Halis Özkahya (Kütahya, 30 maggio 1980) è un arbitro di calcio turco.

## Carriera
Ha debuttato il 20 agosto 2006 in Süper Lig. Nel 2009 è divenuto internazionale. Il 26 marzo 2013 dirige l'incontro valido per le qualificazioni alla Coppa del Mondo 2014 tra Germania e Kazakistan.